# Церковь единения в Швеции
Церковь единения в Швеции (швед. Equmeniakyrkan, англ. Uniting Church) — объединённая протестантская конфессия в Швеции.

## История
Церковь единения в Швеции была основана 4 июня 2011 года в результате слияния Объединенной методистской церкви, Баптистского союза Швеции и Церкви миссионерского союза Швеции. Первоначально церковь называлась «Церковь единого будущего» (швед. Gemensam framtid, англ. Joint Future Church), до того, как название было изменено на конференции в Карлстаде 11 мая 2013 года на нынешнее «Церковь единения в Швеции» или «Equmeniakyrkan» на шведском языке. 

## Структура
Церковь состоит из около 640 местных общин в Швеции, которые в общей сложности насчитывают приблизительно 59 000 членов. В 2021 году церковь обслуживала около 130 000 человек. С 2007 года объединившиеся конфессии также создали общую молодежную организацию под названием «Экумения». Намерение создать новую конфессию было высказано на соответствующих конференциях в 2008, 2009 и 2010 годах, а окончательное решение было принято в 2011 году. Церковь управляется Президентом и Главой.
С момента учредительного собрания в 2011 году руководителем церкви была Анн-Софи Ласелл, которую в 2014 году сменил Томас Бьёрсдорф, а в 2017 году — Сюзанна Родмар. Действующий президент Керстин Торкельссон Энлунд была избрана в 2020 году. На церковной конференции в Линчёпинге в 2012 году Лассе Свенссон был избран главой церкви, а Олле Алкхольм и София Камнерин — заместителями главы церкви. Все трое были переизбраны на церковной конференции 2016 года в Стокгольме. На церковной конференции 2020 года Лассе Свенссон был переизбран на пост главы церкви, а Карин Виборн и Йоаким Хагериус были вновь избраны заместителями главы церкви.
Церковь управляет Университетским колледжем Стокгольма (бывшая Стокгольмская богословская школа) и вместе с Экуменией управляет средней школой Хернесанд (швед. Härnösand Folk High School), средней школой Сьёвик (швед. Sjövik Folk High School), средней школой Карлскога (швед. Karlskoga Folk High School), средней школой Броммы (швед. Bromma Folk High School) и фольклорной школой Сёдра Веттербигденс. Совместно со Шведской миссией альянса она руководит организацией гуманитарной помощи «Дьякония» (швед. Diakonia). Церковь является организацией-членом исследовательской ассоциации «Bilda». Наряду с рядом других христианских конфессий и организаций, она управляет некоммерческой социальной организацией «Hela människan».

## Экуменизм
Экуменические соглашения между Церковью Швеции, Церковью Миссионерского Соглашения Швеции и Объединенной Методистской Церковью Швеции, с 2016 года были адаптированы к аналогичному соглашению между Церковью Швеции и Церковью единения в Швеции.